# Década de 1890 a.C.
Séculos: (Século XX a.C. - Século XIX a.C. - Século XVIII a.C.)
Décadas: 1940 a.C. 1930 a.C. 1920 a.C. 1910 a.C. 1900 a.C. - 1890 a.C. - 1880 a.C. 1870 a.C. 1860 a.C. 1850 a.C. 1840 a.C.
Anos: 1899 a.C. - 1898 a.C. - 1897 a.C. - 1896 a.C. - 1895 a.C. - 1894 a.C. - 1893 a.C. - 1892 a.C. - 1891 a.C. - 1890 a.C.

## Acontecimentos
- 1899 a.C.: Fundação da cidade de Lacóbriga pelos Cónios, no local da atual cidade de Lagos, em Portugal.
- 1895 a.C.: Fim do reinado do faraó Amenemés II e início do reinado do faraó Sesóstris II.